# Martina Hofmanová
Martina Hofmanová (* 6. Januar 1995) ist eine tschechische Leichtathletin, die sich auf den Sprint spezialisiert hat.

## Sportliche Karriere
Erste internationale Erfahrungen sammelte Martina Hofmanová 2015 bei den U23-Europameisterschaften in Tallinn, bei denen sie mit der tschechischen 4-mal-100-Meter-Staffel in 44,91 s den sechsten Platz belegte. Zwei Jahre später schied sie bei den U23-Europameisterschaften in Bydgoszcz im 200-Meter-Lauf mit 23,95 s in der ersten Runde aus. Zudem wurde sie mit der 4-mal-100-Meter-Staffel in der Vorrunde disqualifiziert und erreichte mit der 4-mal-400-Meter-Staffel in 3:38,13 min Rang acht. 2018 nahm sie mit der 4-mal-400-Meter-Staffel an den Hallenweltmeisterschaften in Birmingham teil und konnte sich dort mit 3:34,90 min nicht für das Finale qualifizieren. Im Jahr darauf schied sie bei der Sommer-Universiade in Neapel im 400-Meter-Hürdenlauf mit 60,88 s im Vorlauf aus und wurde mit der 4-mal-100-Meter-Staffel in 45,83 s Siebte. Bei den World Athletics Relays 2021 im polnischen Chorzów verpasste sie mit 45,48 s den Finaleinzug in der 4-mal-100-Meter-Staffel.
2017 wurde Hofmanová tschechische Meisterin in der 4-mal-100-Meter-Staffel und 2020 siegte sie im 200-Meter-Lauf und mit der Staffel. In der Halle sicherte sie sich 2018 die Titel im 400-Meter-Lauf sowie mit der 4-mal-200-Meter-Staffel.

## Persönliche Bestleistungen
- 200 Meter: 23,43 s (−0,8 m/s), 9. August 2020 in Pilsen
  - 200 Meter (Halle): 23,90 s, 23. Februar 2020 in Ostrava
- 400 Meter: 53,29 s, 9. August 2020 in Pilsen
  - 400 Meter (Halle): 53,59 s, 30. Januar 2021 in Prag
- 400 m Hürden: 58,06 s, 18. Juli 2018 in Tábor